# ZKZM-500
 ZKZM-500は、2018年7月のサウスチャイナ・モーニング・ポストの記事に掲載されたレーザー銃。ZKZM-500は陝西省に位置する中国科学院の西安光学精密機械研究所の中国人研究者が開発したとされる。同紙はレーザー銃の性能について｢非致死性｣でありながら｢瞬時に人間の皮膚と組織を炭化させる｣能力を持つとする矛盾した説明をしている。サウスチャイナ・モーニング・ポストはレーザーと思われるものが数十メートル先の様々な物体に火を点けている光景が納められた映像を公開した。
中国以外の国では、記事に書かれたようなレーザー銃の実在は疑わしいと考えられている。